# Arrondissement Bayeux
Arrondissement Bayeux je francouzský arrondissement ležící v departementu Calvados v regionu Normandie. Jeho území je dále rozděleno do 5 kantonů (některé z nich zasahují částečně i do okolních arrondissementů), které jsou tvořeny jednotlivými obcemi.

## Kantony
- Aunay-sur-Odon (částečně)
- Bayeux (částečně)
- Bretteville-l'Orgueilleuse (částečně)
- Courseulles-sur-Mer (částečně)
- Trévières